# تپه گل اندره
تپه گل اندره مربوط به عصر مس - هزاره اول قبل از میلاد است و در شهرستان تکاب، بخش مرکزی، دهستان انصار، روستای حاجی بابا وسطی واقع شده و این اثر در تاریخ ۷ اسفند ۱۳۸۵ با شمارهٔ ثبت ۱۷۷۱۲ به‌عنوان یکی از آثار ملی ایران به ثبت رسیده است.